# Myrothecium lachastrae
Myrothecium lachastrae är en svampart som beskrevs av Sacc. 1882. Myrothecium lachastrae ingår i släktet Myrothecium, ordningen köttkärnsvampar, klassen Sordariomycetes, divisionen sporsäcksvampar och riket svampar.   Inga underarter finns listade i Catalogue of Life.